# Эффект аутсайдера
Эффект аутсайдера (англ. underdog effect) — социальное поведение, при котором общество искренне импонирует потенциальному аутсайдеру. Простыми словами, люди любят когда аутсайдер побеждает плохого парня, слабая команда выигрывает у лидера, а маленький и новый бизнес, опережает лидера. Достижения слабых, маленьких, всегда вызывало восхищение, и их результаты кажутся фантастическими перед лицом, казалось бы, непреодолимых трудностей.

## История
Первое зарегистрированное использование термина произошло во второй половине 18-го века и его изначальное название underdog «побежденный пес в бою».
В западных культурах, «слабые» ценятся выше, чем лидеры. Это относится к основным иудейско-христианским притчам, таким как история Давида и Голиафа, а также древним британским легендам, таким как Робин Гуд и король Артур, и отражает идеал американской мечты, где бедный или слабый человек может добиться любого результата приложив усилия. Этот эффект очень сильно проявляется в спортивных соревнованиях. Когда команда, которая выигрывает чемпионат, на следующий год становится самой нелюбимой командой в стране..
На Олимпиаде в Рио было несколько увлекательных историй таких вот «андердогов». Например, Джозеф Скулинг выиграл у своего кумира Майкла Фелпса в плавании, а Моника Пуиг из Пуэрто-Рико выиграла золотую медаль, обыграв Анжелику Кербер, вторую ракетку мира.
Эта история хорошо проецируется на современный бизнес. В большом мире бизнеса были бесчисленные истории о неудачниках, когда стартапы с ограниченными ресурсами взяли на себя роль «аутсайдера» и достигли колоссального успеха. Яркий пример этому компания Apple и Google.
В своей исторической исследовательской работе «The Underdog Effect: The Marketing of Disadvantage and Determination through Brand Biography» Ниру Пахария (англ. Neeru Paharia) говорит, что клиенты больше склонны к компаниям, которые имеют слабые биографии. В их рассказах говорится, как им было тяжело, как они боролись с лидерами, которые всячески хотели их «задавить». Её статья анализирует человеческую психологию, чтобы представить три убедительные причины нашей любви к обездоленным: внешний недостаток, страсть и решительность, и индивидуалистическая культура.

### Внешний недостаток
Люди отождествляют себя с рассказами об аутсайдерах, потому что в их жизни есть место этим неудачам и это и очень близко. Если бы это зависело от нас, мы бы успешно справились с любой задачей, стоящей перед нами в жизни. И все же жизнь несправедлива, и каждый из нас в тот или иной момент чувствует себя ущемленным.
История о том, как Стив Джобс и Стив Возняк основали Apple, является идеальной смесью того, как аутсайдеры упорствовали и создали успешную компанию перед лицом внешних неблагоприятных факторов. Когда Джобс хотел денег для своего детища, банк отказал в предоставлении кредита. А Atari, где работал Джобс, хотела наличные за компоненты, которые продавала ему.
Когда потребители считают, что компания преуспела в борьбе с многочисленными внешними недостатками, они отождествляют себя с невыгодным положением компании и поддерживают ее.
Гипотеза о самосогласованности предполагает, что люди будут хотеть и выбирать бренды, которые отражают их самооценку. И поскольку, большинство людей считают себя аутсайдерами, покупая продукт такого вот «андердога», он тем самым сопереживает ему.

### Страсть и решительность
У маленьких и новых компаний обычно меньше ресурсов, но это не мешает им конкурировать с лучшими. Их невыгодное положение не удерживает их от работы, и они компенсируют это настойчивостью, гибкостью и решительностью.
История Apple подчеркивает важность этого фактора. Когда Apple сделала Apple 1, Джобс и Возняк взяли концепцию компании Xerox, но при этом сделать свой лучший персональный компьютер.

### Индивидуальная культура
Еще одна важная причина нашей любви к проигравшим — это наше «индивидуалистическое» отношение. Для американцев и многих других западных цивилизаций достижение чего-либо происходит благодаря тому, что он своим и только своим трудом опережает других. Истории полны аутсайдеров, вокруг которых строится типичная «американская мечта».
В фольклоре американец всегда считает себя « одиноким, ничего не ожидающим от кого-либо и воображающим, что его судьба в его руках». Важность повествования обездоленных для американской культуры, вероятно, является главной причиной почему это так привлекательно.

## Успех биографий слабых брендов
Все больше и больше компаний, пишут свои биографии, начиная истории о том, как они начинали, как им было трудно и как они тяжело шли к своему успеху. На этом делается акцент и массово распространяется среди потребителя. Эти рассказы подчеркивают скромное начало компании и настойчивость, преданность и стойкость ее основателей против преобладающих недостатков. Такие истории могут вызвать ряд потребительских чувств, таких как идентификация подлинности и наследия.
Появление и популярность социальных сетей только упростило это распространение для компаний. Как отмечает Пахария, быть брендом-аутсайдером — это скорее вопрос восприятия потребителя, а не рыночной реальности.